# کالکاسکا (میشیگان)
کالکاسکا (به انگلیسی: Kalkaska) یک روستا در ایالات متحده آمریکا است که در کالکاسکا کانتی قرار دارد. کالکاسکا ۸٫۲۱ کیلومتر مربع مساحت و ۲٬۰۲۰ نفر جمعیت دارد و ۳۱۵ متر بالاتر از سطح دریا قرار دارد.